# Hańcówka
Hańcówka – część miasta Żory, położona w rejonie ulicy Hańcówka, na południowy zachód od centrum Żor. 